# Palača Fontainebleau
Palača Fontainebleau (francosko Château de Fontainebleau) se nahaja v občini Fontainebleau, 55 kilometrov jugovzhodno od središča Pariza in je med največjimi francoskimi kraljevimi palačami. Srednjeveški grad in kasneje palača je bila rezidenca francoskih kraljev od Ludvika VII. do Napoleona III.. Napoleon I. se je tukaj odpovedal prestolu, nato pa bil izgnan na Elbo. Danes je v njej nacionalni muzej in je vpisana, skupaj s parkom, na Unescov seznam svetovne dediščine.

## Zgodovina

### Srednjeveška palača (12. stoletje)
Najstarejši zapis o utrjenem gradu v Fontainebleau sega v leto 1137. Bil je priljubljena rezidenca in lovski dvorec francoskih kraljev zaradi obilne divjadi in številnih izvirov v okoliškem gozdu. Svoje ime je dobil po enem od izvirov, fountain de Bliaud, ki se sedaj nahaja v angleškem parku, ob krilu Ludvika XV. Uporabljali so ga kralj Ludvik VII., za katerega je Thomas Becket posvetil cerkvico leta 1169, Philip Augustus, Ludvik IX. ali sveti Ludvik, ki je poleg gradu v Couvent des Trinitaires zgradil bolnišnico in samostan in Philippe le Bel, ki se je rodil in umrl v gradu.

### Renesančna palača Franca I. (1528–1547)
- Cellinijeva kipa, ki sta spremljala nimfo de Fontainebleau
- Cellinijeva Fontainebleauška nimfa.

V 15. stoletju so bile narejene nekatere spremembe in olepšave po naročilu Elizabete Bavarske, žene kralja Karla VI., vendar je srednjeveška struktura ostala v bistvu nespremenjena, do vladavine Franca I. (1494–1547). On je naročil arhitektu Gilles le Bretonu zgraditi palačo v novem renesančnem slogu, pred kratkim uvožene iz Italije. Le Breton je ohranil star srednjeveški donjon, kjer so se nahajali kraljevi apartmaji, vendar ga je vključil v nov renesančni Cour Ovale – dvorišče ovalne oblike, zgrajen na temeljih starega gradu. Vključil je monumentalna Porte dorée, kot južni vhod, kot tudi monumentalno renesančno stopnišče portique de Serlio, kot dostop do kraljevih apartmajev na severni strani.
Z začetkom okoli 1528 je Franc zgradil Galerijo Franca I., ki mu je omogočila neposreden dostop iz stanovanja v kapelo. Iz Italije je pripeljal arhitekta Sebastiana Serlia in florentinskega slikarja Giovanni Battista di Jacopa, znanega kot Rosso Fiorentino, da okrasita novo galerijo. Med letoma 1533 in 1539 je Rosso Fiorentino napolnil galerijo s freskami, ki so slavile kralja, jih uokviril s štukaturnim okrasom v visokem reliefu, lambris je v pohištvo vrezal Francesco Scibec da Carpi. Še en italijanski slikar Francesco Primaticcio iz Bologne se je pridružil kasneje. Skupaj je njihov slog dekoracije postal znan kot prva šola Fontainebleau. To je bila prva velika urejena galerija zgrajena v Franciji. Na splošno je Fontainebleau uvedel renesanso v Francijo. Okoli 1540 je Franc začel gradnjo še enega velikega dodatka k palači. Uporabil je zemljišče na vzhodni strani palače, kupljeno pri redu Trinitaires, je začel graditi novo kvadratno stavbo okoli velikega dvorišča. Na severu je bila zaprta s krilom ministrov, na vzhodu je bilo krilo Ferrare in na jugu krilo z novo Odisejevo galerijo. Palača je bila obkrožena z novim parkom v slogu italijanskega renesančnega vrta, s paviljoni in prvo jami v Franciji. Primaticcio je ustvaril več monumentalnih fresk v Odisejevi galeriji.

### Palača Henrika II. in Katarine Medičejske (1547–1570)
Po smrti Franca I. se je kralj Henrik II. odločil nadaljevati z deli in razširiti dvorec. Kralj in njegova žena sta izbrala arhitekta Philiberta Delormeja in Jeana Bullanta. Razširila sta vzhodno krilo nižjega dvora in okrasila njegovo znamenito podkvasto stopnišče. V ovalnem dvorišču so preoblikovali ložo, ki jo je oblikoval Franc, v Salle des Fétes ali veliko plesno dvorana s kasetiranim stropom. S pogledom dvorišča na vodnjak in ribnik, so oblikovali novo stavbo, Pavillon des Poeles, ki vsebuje nove prostore za kralja. Okras nove dvorane in Odisejeve galerije s Primaticciovimi freskami in štukaturo so nadaljevali v smeri manierističnih slikarjev Primaticcio in Niccolò dell'Abbate. Mnoga umetniška dela so bila naročena za palačo, med njimi Cellinijeva Fontainebleauška nimfa, ki je zdaj v Louvru.
Po smrti Henrika II. v dvoboju, je njegova vdova Katarina Medičejska nadaljevala z gradnjo in dekoracijo palače. Primaticcia je imenovala kot novega superintendenta kraljevih javnih del. Zasnoval je del danes znan kot krilo La Belle Cheminée, znan po svojem dovršenem kaminu in dveh nasprotnih stopniščih. Leta 1565 so, kot varnostni ukrep zaradi verskih vojn, okoli palače skopali obrambni jarek, da so jo zaščitili pred napadom.

### Palača Henrika IV. (1570–1610)
Kralj Henrik IV. je izvedel več dodatkov na palači kot katerikoli drug kralj razen Franca I.. Podaljšal je ovalno dvorišče proti zahodu za izgradnjo dveh paviljonov, ki se imenujeta Tiber in Luksemburg. Med letoma 1601 in 1606 je predelal vse fasade okoli dvorišča, vključno s kapeli sv. Saturnina, za večjo arhitekturo harmonijo. Na vzhodni strani je zgradil nov monumentalen vhod s kupolo, ki se imenuje porte du Baptistère. Med letoma 1606 in 1609 je zgradil novo dvorišče, ki se imenuje Cour des Offices ali Quartier Henry IV. in zagotovil prostor za kuhinjo in prostore za dvorne uradnike. Dve novi galeriji, Galerie de Diane de Poitiers in Galerie des Cerfs sta bili zgrajeni okoli starega Dianinega vrta. Dodal je še veliko Jeu de paume ali notranje teniško igrišče, največje tako dvorišče na svetu.
»Druga šola Fontainebleau« slikarjev in dekoraterjev je odšla na delo v notranjost. Arhitekt Martin Fréminet je ustvaril bogato okrašeno kapelo svete Trojice, medtem ko sta slikarja Ambroise Dubois in Toussaint Dubreuil ustvarila vrsto junaških slik za salone. Novo krilo, ki se zaradi svojega osrednjega objekta imenuje La Belle Cheminée, je bilo zgrajeno ob velikem ribniku.
Henrik IV. je namenil veliko pozornosti tudi parku in vrtovom okoli palače. Kraljičin ali Dianin vrt, ki ga je ustvarila Katarina Medičejska z Dianinim vodnjakom v centru, se je nahajal na severni strani palače. Henrik IV je vrtnarju, Claude Molletu, usposobljenem v Château d'Anet, dal oblikovati velik parter za gredice, okrašen s starodavnimi kipi in s poti, ki so ga delile v velike kvadrate. Dianin vodnjak in jama sta delo Tommasa Francinija, ki je oblikoval tudi vodnjak Medici v luksemburškem parku za Marijo Medičejsko. Na južni strani je Henrik ustvaril park, zasajan z borovci, bresti in sadnim drevjem in dodal 1200 metrov dolg Veliki kanal, šestdeset let pred Ludvikom XIV., ki ga je zgradil v Versajskih vrtovih.

### Palača od Ludvika XIII. do Ludvika XVI.
Kralj Ludvik XIII. je bil rojen in krščen v palači in je nadaljeval dela, ki jih je začel njegov oče. Končal je dekoracijo kapele svete Trojice in dodelil dvornemu arhitektu Jean Androuet du Cerceau rekonstrukcijo podkvastega stopnišča, ki ga je prej zasnoval Philibert Delorme na dvorišču, in ki je postalo znano kot Cour de Cheval Blanc. Po njegovi smrti je njegova vdova Ana Avstrijska, preuredila apartmaje v krilu kraljice matere (Aile des Reines Meres) poleg dvorišča vodnjakov, ki ga je zasnoval Primatrice.
Kralj Ludvik XIV. je preživel v Fontainebleau več dni, kot kateri koli drugi monarh; rad je lovil vsako leto konec poletja in v začetku jeseni. Naredil je nekaj sprememb na zunanjosti gradu, in zgradil novo stanovanje za svojo spremljevalko, Madame de Maintenon. Porušil je stare prostore kopališča pod Galerijo Franca I. in ustvaril nova stanovanja za kraljeve prince in naredil nekaj sprememb v kraljevih apartmajih. Arhitekt Jules Hardouin-Mansard je zgradil novo krilo poleg Gallerie des Cerfs in Gallerie de Diane, da je zagotovil več življenjskega prostora za dvor. Prav tako je naročil velike spremembe v parku in vrtovih; André Le Notre in Louis Le Vau sta preoblikovala veliki parter v francoski formalni vrt. Uničil je viseči vrt, ki ga je zgradil Henrik IV. ob velikem ribniku in namesto tega zgradil paviljon, ki ga je zasnoval Le Vau, na majhnem otoku v središču ribnika.
Ludvik XIV. je 22. oktober 1685 v palači podpisal edikt in preklical politiko strpnosti do protestantov, ki jo je začel Henrik IV.. Ludvik je v palači pozdravil številne tuje goste, vključno nekdanjo kraljico Kristino Švedsko, ki se je pravkar odpovedala svoji kroni. Medtem ko je bila gost v palači je 10. novembra 1657 Kristina sumila svojega konjušnika in cenjenega ljubimca, markiza Gian Rinaldo Monaldeschija, da je izdal njene skrivnosti njenim sovražnikom. Njeni služabniki so ga lovili po dvoranah palače in ga zabodli do smrti. Ludvik XIV. jo je prišel pogledat v palačo, ni omenil umora in ji pustil nadaljevati potovanje.
19.-20. maja 1717, po smrti Ludvika XIV., je bil ruski car Peter Veliki gost v Fontainebleau. Zanj je bil organiziran lov za jelene in banket. Uradni obisk je bil velik uspeh, a v spominih objavljenih kasneje od članov delegacije se zdi, da Peter ni maral francoskega sloga lova in da je bila palača premajhna, v primerjavi z drugimi kraljevimi francoskimi bivališči. Rutina Fontainebleauja tudi ni ustrezala njegovemu okusu; raje je pil pivo kot vino (in prinesel svojega seboj), rad je zgodaj vstal, za razliko od francoskega dvora.
Projekti prenove Ludvika XV. so bili manj ambiciozni kot Ludvika XIV. Da bi ustvaril več prostora za ogromno število dvorjanov, je med 1737–38 kralj zgradil novo dvorišče imenovano Cour de la Conciergerie ali Cour des Princes, vzhodno od Gallerie des Cerfs. Na Cour du Cheval Blanc so krilo Odisejeve galerije podrli in postopoma nadomestili z novo opečno in kamnito zgradbo, zgrajeno v fazah, 1738–1741 in 1773–74, ki se razteza zahodno proti paviljonu in jami borovcev.
Med letoma 1750 in 1754 je kralj naročil arhitektu Ange-Jacques Gabrielu zgraditi novo krilo ob Cour de la Fontaine in ribnikom. Star Pavilion des Poeles je bil porušena in nadomeščen z Gros Pavilion, zgrajen iz kamna kremne barve. Razkošno novih stanovanje je bilo ustvarjeno znotraj te zgradbe za kralja in kraljico. Novo sejno sobo za kraljevi Svet so okrasili vodilni slikarji tistega časa, kot so François Boucher, Carle Vanloo, Jean-Baptiste Marie Pierre in Alexis Peyrotte. Veličasten majhno gledališče je nastalo v prvem nadstropju krila Belle Chemniée.
Kralj Ludvik XVI. je tudi izvedel dodatke k palači, da bi ustvaril več prostora za svoje dvorjane. Nova stavba je bila zgrajena v podaljšku galerije Franca I. in tako ustvaril veliko novo stanovanje v prvem nadstropju in številna manjša stanovanja v pritličju. Blokiral je tudi okna na severni strani galerije Franca I. in predelal apartmaje kraljice Marije Antoanete, v 1777 za njo ustvaril salon v turškem slogu, sobo za igre med 1786–1787 in budoar v slogu arabeske. Ludvik XVI. in Marija Antoaneta sta zadnjič obiskala Fontainebleau leta 1786, na predvečer francoske revolucije.

### Palača v času revolucije in Prvega cesarstva
V času francoske revolucije palača ni utrpela nobene znatne škode, vendar je bilo vse pohištvo prodano na dražbi. Zgradbe je zasedla Central School okrožja Seine-et-Marne do leta 1803, ko je Napoleon I. tja namestil vojaško šolo. Ko se je pripravljal, da postane cesar, je Napoleon želel ohraniti čim več palač in protokol Starega režima. Izbral je Fontainebleau kot mesto svojega zgodovinskega srečanja s papežem Pijem VII. leta 1804, ki je pripotoval iz Rima da Napoleona okrona za cesarja. Napoleon je imel suite sob okrašene za papeža in je celoten dvorec na novo opremil in okrasil. Kraljevo spalnico je preoblikoval v prestolno sobo za Napoleona. Apartmaji so bili na novo opremljeni s pohištvom in urejeni za cesarja in cesarico v novem umetniškem slogu empire. Cour du Cheval Blanc se je preimenovala v Cour d'Honneur ali Dvorišče časti. Eno krilo s pogledom na dvorišče, Aile de Ferrare, so podrli in ga nadomestiti z okrasno železno ograjo in vrati, zaradi česar se pročelje palače vidi. Dianini vrtovi in vrtovih borov so bili presajeni in urejen angleški krajinski vrt, delo krajinskega oblikovalca Maximillien-Josepha Hurtaulta.
Napoleonovi obiski v Fontainebleau niso bili pogosti, saj je vil veliko časa zaseden z vojaškimi akcijami. Med letoma 1812 in 1814 je dvorec služil kot zelo eleganten zapor za papeža Pija VII. Napoleon je 5. november 1810 kapelo uporabil za krst svojega nečaka, prihodnjega Napoleona III., Napoleon je bil njegov boter in cesarica Marie-Louise botra.
Napoleon je preživel zadnje dni svojega vladanja v Fontainebleau, preden je 4. aprila 1814, pod pritiskom svojih maršalov, Neya, Berthiera in Lefebvra, abdiciral. 20. aprila, po tem, ko je poskusil storiti samomor, se je čustveno poslovil od vojakov Stare garde na Dvorišču časti. Kasneje, po sto dneh, se je tukaj ustavil 20. marca 1815.
V svojih spominih, ki so nastali v izgnanstvu na Sveti Heleni, se je spomnil časa na Fontainebleau: »... prava rezidenca kraljev, hiša stoletij. Morda ne gre za strogo arhitekturno palačo, vendar je bil vsekakor kraj bivanja dobro premišljen in povsem primeren. To je bila zagotovo najbolj udobna in srečno postavljena palača v Evropi.«

### Palača po obnovi monarhije in vladi Ludvika-Filipa (1815–1848)
Po obnovi monarhije sta kralja Ludvik XVIII. in Karel X. oba živela v Fontainebleau, vendar nista opravila nobenih večjih sprememb na palači. Louis-Philippe je bil bolj aktiven, tako je obnovil nekaj sob in jih okrasil v slgu njegovega obdobja. Dvorana straže in galerija plošč sta bili preurejeni v neorenesančnem slogu, medtem ko je bila dvorana stebrov, pod plesno dvorano, predelana v neoklasicističnem slogu. Dodal je nove vitraje, narejen v kraljevi tovarni Sèvres.

### Palača v času Drugega imperija
Cesar Napoleon III., ki je bil krščen v Fountainebleau, je nadaljeval običaj daljšega bivanja v palači Fontainebleau, zlasti poleti. Veliko zgodovinskih prostorov, kot je Gallerie des Cerfs, je bilo vrnjenih v nekaj podobnega svojemu prvotnemu videzu, medtem ko so bili zasebni apartmaji preurejeni po okusu cesarja in cesarice. Številne apartmaji za goste so bili kot neuporabljeni prostori zgradb. Staro gledališče, zgrajeno v 18. stoletju, je bilo uničena zaradi požara v krilu Belle Cheminée leta 1856. Med letoma 1854 in 1857 je arhitekt Hector Lefuel zgradil novo gledališče v slogu Ludvika XVI.
V pritličju Gros Pavilion je cesarica Eugénie zgradila majhen, a bogat muzej, ki vsebuje darila Siamskega kralja iz leta 1861 in umetniška dela, pridobljena med ropanjem Poletne palače v Pekingu. Prav tako prikazuje slike sodobnih umetnikov (Franz Xaver Winterhalter in kipar Charles Henri Joseph Cordier). Zaprt v krilu Ludvika XV., je cesar ustanovil svojo pisarno in cesarica svoj Salon Lacquer. To so bile zadnje sobe, ki so jih kraljevih prebivalci ustvarili v Fontainebleauja. Leta 1870, v času francosko-nemške vojne, je cesarstvo propadli in palača je bila zaprta.

### Palača od Tretje republike do 21. stoletja
V francosko-pruski vojni so 17. septembra 1870 palačo zasedli Prusi, kratek čas od marca 1871 ga je uporabljal kot vojaški sedež Friderik Karel Nikolaj Pruski. Po vojni sta dve stavbi postali dom visoke šole od topništvo in inženiring francoske vojske, ko so bili ti prisiljeni zapustiti Alzacijo, ko je bila regija priključena Nemčiji. Občasno jo je kot prebivališče uporabljal predsednik Tretje republike in dobrodošli državni gostje, vključno kralj Aleksander I. iz Srbije (1891), kralj Jurij I. Grški (1892), Leopold II. Belgijski (1895) in kralj Alfonz XIII. Španski (1913). 26. junij 1920 je gostila tudi zadnjo preživelo kraljevsko prebivalko, cesarico Eugénie de Montijo.
Fasade glavne stavbe so bile prvič zaščitene kot zgodovinski spomenik 20. avgusta 1913. Leta 1923, po prvi svetovni vojni, je postala sedež šole umetnosti in glasbe (Écoles d'Art Américaines), ki še vedno obstaja. Leta 1927 je palača postala nacionalni muzej. Med obema vojnama so zgornje nadstropje krila Belle Cheminée, ki je pogorelo leta 1856, obnovili z nepovratnimi sredstvi fundacije Rockefeller.
Med drugo svetovno vojno so palačo prvič med 16. junija 1940 in 10. novembrom zasedli Nemci in spet od 15. maja do konca oktobra 1941. Po vojni je del palače postal sedež Združenih zavezniških sil Evrope (Allied Joint Force Command Brunssum), pod NATO do leta 1966.
Splošni obnova palače je potekala med 1964–1968 pod vodstvom predsednika Charlesa de Gaulla in njegovega ministra za kulturo, Andrea Malrauxa. Na seznam Unescove svetovne dediščine je bila vpisana leta 1981. Leta 2006 je Ministrstvo za kulturo kupili kraljeve konjušnice in začelo z obnovo. V začetku leta 2007 se je obnova začela v gledališču v palači, ki ga je ustvaril Napoleon III. v času drugega imperija. Projekt je bil financirala vlada Abu Dhabija. V zameno se je gledališče preimenovalo v Sheik Khalifa bin Zayed Al Nahyana in bilo odprto 30. april 2014.
1. marca 2015 so Kitajski muzej v palači oropali profesionalni tatovi. Vdrli so ob približno šestih zjutraj in kljub alarmu in video kameram, v sedmih minutah ukradli približno petnajst izmed najbolj dragocenih predmetov v zbirki, vključno s kopijo siamske krone, ki jo je siamska vlada podarila Napoleonu III., tibetanska mandala in himera iz emajla iz obdobja vladavine vladarjev Quianlonga (1736–1795).

## Arhitektura

### Galerija Franca I.
Galerija Franca I., je ena prvih in najlepših primerov renesančne dekoracije v Franciji. Galerija je bila prvotno zgrajena leta 1528 kot prehod med kraljevimi apartmaji in ovalnim dvoriščem ter kapelo samostana Trinitaires. Leta 1531 je Franc I. zgradil del svojih apartmajev ter jih med 1533 in 1539 dal okrasiti umetnikom in obrtnikom iz Italije, pod vodstvom slikarjev Rossa Fiorentina ali Primaticeja, v novem renesančnem slogu. Spodnji zidovi prehoda so delo mojstra italijanskega pohištva Francesco Scibec da Carpija. Okrašena so z grbom Francije in močeradom, kraljevim grbom. Zgornji zidovi so poslikani s freskami , uokvirjenimi z bogato štukaturo. Freske prikazujejo mitološke prizore kot ponazoritev kraljevih vrlin.
Na strani galerije z okni, freske predstavljajo Izgnana nevednost, Enotnost države, Kleobis in Biton, Danaja, Smrt Adonisa, Izguba večne mladosti in Bitka Kentavrov in Lapitov.
Na strani galerije nasproti oken freske predstavljajo: Žrtvovanje, Kraljevi slon, Goreča Catane, Nimfa iz Fontainebleauja (naslikal leta 1860-61 J. Alaux za pokrivanje nekdanjega vhoda v galerijo), Potopljajoč Ajant, Vzgoja Ahila in Frustracije Venere.

### Plesna dvorana
Plesna dvorana je bila v času Franca I. najprej zgrajena kot odprt hodnik ali loža. Okoli 1552 jo je kralj Henrik II. dal zapreti z velikimi okni in bogato okrašenim kasetiranim stropom in jo spremenil v sobo za praznovanja in plese. H, kraljeve inicialke so vidne v dekorju.
Na zahodnem delu stoji monumentalen kamin, okrašen z bronastimi kipi - originalne kopije klasičnih kipov v Rimu. Na vzhodnem koncu sobe je balkon (empora), kjer so igrali glasbeniki za ples. Dekor je bil v preteklih letih večkrat obnovljen. Tla, ki odsevajo obliko stropa, so bila zgrajena v času Ludvika Filipa v prvi polovici 19. stoletja.
Freske na stenah in stebrih je naslikal v začetku leta 1552 Nicola dell'Abate po risbah Primaticeja. Na vrtni strani dvorane predstavljajo: Žetev, Vulkan kuje orožje za ljubezen na zahtevo Venere, Faeton prosi Helijev sončni voz in Jupiter in Merkur na domu Filemona in Baucisa.
Freske na strani ovalnega dvorišča predstavljajo: Praznik Bakha, Apolon in Muze na Parnasu, Tri gracije plešejo pred bogovi, Praznovanje poroke Tetide in Peleja.
Freska za glasbeno emporo prikazuje glasbenike v času nastopanja.

### Kapela svetega Saturnina
Za plesno dvorano je kapela svetega Saturnina. Prva kapela je bila zgrajena v 12. stoletju, vendar je bil uničena in so jo popolnoma obnovili pod Francem I.. Okna so bila narejena v Sèvresu in nameščena v obdobju Ludvika Filipa in jih je oblikovala njegova hčerka Marie, princesa Orleanska, sama umetnica. Zgornja kapela je bila kraljeva kapela, ki jo je okrasil Philibert de l'Orme. Strop je v istem slogu kot dvorana in se zaključi s kupolo.

### Soba straže
Prostor za stražo se je vedno nahajal poleg kraljeve spalnice. Salle des Gardes je bila zgrajena v času vladavine Karla IX. Nekateri sledovi prvotnega dekorja so ostali iz 1570-ih, vključno z obokanim stropom in frizom vojaških trofej, pripisano Ruggiero d'Ruggieriju. V 19. stoletju je Ludvik Filipe spremenil sobo v salon in preuredil tla z novim parketom iz eksotičnega lesa, ki odraža oblikovanje stropa in monumentalnega kamina (1836), ki vključuje kose ornamenta iz porušenih prostorov iz 15. in zgodnjega 16. stoletja. Doprsni kip Henrika IV. pripisujejo Mathieu Jacquetu in je iz tega obdobja, saj sta obe figuri na obeh straneh kamina. Okrašen okvir okoli kipa, Pierra Bontempsa, je bil prvotno v spalnici Henrika II. Okraske je dodal Ludvik Filip in vsebujejo veliko vazo okrašeno z renesančnimi temami, tovarne porcelana Sèvres iz 1832. V času vladavine Napoleona III. so sobo uporabljali kot jedilnico.

### Kraljevo stopnišče
Kraljevo stopnišče je bilo zgrajeno med 1748 in 1749 v prostoru, zasedene, v času vladanja Franca I. s spalnico Anne de Pisseleu, vojvodinja Etampes, kraljeve ljubice. Zasnoval ga je arhitekt Ange-Jacques Gabriel, ki je uporabil številne dekorativne elemente iz prejšnjega prostora, ki ga je prvotno okrasil Primatice. Zgornji del stene je razdeljen na plošče, ovalne in pravokotne, s scenami, ki predstavljajo ljubezensko življenje Aleksandra Velikega. Slike so uokvirjene z velikimi kipi žensk, delo Primaticeja. Vzhodna stena sobe je bila med obnovo uničena in zamenjana v času vladavine Ludvika Filipa v 19. stoletju s slikami Abela de Pujola.

### Kraljičina spalnica
Vse kraljice in cesarice Francije od Marije Medičejske do cesarice Eugenie, so spale v isti spalnici. Bogato okrašen strop nad posteljo je bil narejen leta 1644, izdelovalca pohištva Guillaume Noyersa za vdovo kraljico Ano Avstrijsko, mater Ludvika XIV. in nosi njene začetnice. Sobo je preuredila Marie Leszczynska, kraljica Ludvika XV. leta 1746–1747. Strop v niši, okras okoli oken in lesena obloga so delo Jacquesa Vererckta in Antoina Magnonaisa v slogu rokoko. Dekoracija kamina datira v isto obdobje.
Vrata imajo obliko arabeske in so bila narejena za Marijo Antoaneto, kot tudi vrezane plošče nad vrati, nameščenimi leta 1787. Postelja je bila narejena prav posebej za Marijo Antoaneto, vendar ni prišla do leta 1797, po revoluciji in njeni usmrtitvi. Uporabljale so jo Napoleonove žene, cesarica Josephine in Marie-Louise Avstrijska.
Stene so prekrite z okrasnimi tekstilnimi oblogami s cvetjem in pticami iz leta 1805. Obnovljene so bile med letoma 1968-1986 z izvirno tkanino. Vse pohištvo v sobi datira v prvo cesarstvo. Ograja okoli postelje je bila prvotno narejena za prestolno sobo v Tuilerijski palači leta 1804. Fotelji z vzorcem sfing so bili konzole, zaslon in dva predalnika nameščena v prostoru leta 1806.

### Budoar Marije Antoanete
Budoar poleg kraljičine spalnice je bil ustvarjen za kraljico Marijo Antoaneto leta 1786 in je omogočal kraljici določeno mero zasebnosti. Prostor je najboljše ohranjen primer dekorativnega sloga tik pred francosko revolucijo in se zgleduje po starih rimskih modelih z nežno-pobarvanimi arabeskami, kamejami, vazami, starinskimi kipi in venci cvetja na belem ozadju, s pozlačenim in okrašenim pohištvom.
Ista ekipa umetnikov in obrtnikov je izvedla tudi prostor za igranje. Zasnoval ga je arhitekt Pierre Rousseau, lesena obloga je delo kiparja Laplace, poslikave so delo Michel-Huberta Bourgeoisa in Louis-Françoisa Touzéja. Osem Muz v mavcu so delo Rolanda, bogato okrašen okvir kamina je delo Jacques-François Dropsyja in okrašen s pozlačenimi bronastimi deli Claude-Jeana Pitoina. Tla iz mahagonij parketa, okrašena z grbi kraljice, so delo Bernarda Molitorja in končano 1787. Poslikan strop Jean-Simona Berthélemyja kaže Avroro s skupino angelov.
Opremo za prostor je zasnoval Jean-Henri Riesener, z uporabo najboljših razpoložljivih materialov: biserovine, pozlačen bron, medenino, saten in ebenovino. Nekaj izvirne opreme je ostalo, vključno z okroglo mizo in predalnikom, oboje narejeno med 1784 in 1789. Dva fotelja sta kopiji izvirnikov Georgesa Jakoba, ki sta zdaj v Gulbenkian muzeju v Lizboni, medtem ko je pručka je original.

### Napoleonova prestolna soba (prej kraljeva spalnica)
Leta 1808 se je Napoleon odločil, da namesti svoj prestol v nekdanji kraljevi spalnici iz časa Henrika IV. Ludvika XVI., točno na mestu, kjer je bila kraljevska postelja. Pod starim režimom je bila kraljeva postelja simbol kraljeve oblasti v Franciji in so dvorjani pozdravljali, ko so šli mimo. Napoleon je želel pokazati kontinuiteto njegovega imperija z minulimi monarhijami v Franciji. Večina izrezljanega lesenega stropa, spodnji del lesenih opažev in vrata datirajo v vladavino Ludvika XIII. Zgornji del neposredno nad prestolom je iz konca vladavine Ludvika XIV. Ludvik XV. Je ustvaril del stropa neposredno nad prestolom, nov kamin, izklesane lesene medaljone v bližini kamina, motive nad vrati in fino izrezljano pohištvo nasproti prestola (1752–54). Strop je bil bele barve in pozlačen in okrašen z mozaiki, da se je ujemal z zgornjim delom kraljičine spalnici.
Napoleon je dodal standardno svojo začetnico in cesarskega orla. Okras okrog prestola je prvotno zasnoval leta 1804 Jacob-Desmalter za palačo Saint-Cloud, prestol je prišel iz Tuilerijske palače.
Kamin je bil prvotno okrašen s portretom Ludvika XIII, delo Philippe de Champaigna, ki je bil požgan leta 1793 v času francoske revolucije. Napoleon ga je nadomestil s svojim portretom, Roberta Lefèvra. Leta 1834 je kralj Ludvik-Filip odstranil Napoleonovo sliko in jo nadomestil z drugo Ludvika XIII., slikarja šole Champaigne,

### Senatna soba
Senatna soba, kjer so se kralji in cesarji srečevali z najbližjimi svetovalci, je bila blizu prestolne sobe. To je bil prvotno urad Franca I. in je bil okrašena s poslikanimi lesenimi ploščami, ki prikazuje naslednje modele Primatice, kreposti in junakov antike. Prostor se je razširila pod Ludvik XIV in dekorater, Claude Audran, nato isto temo. Soba je bila v celoti preurejena med 1751 in 1754 po načrtih arhitekta Ange-Jacques Gabriel, z arkadami in lesenimi paneli, ki kažejo vrline in alegorije letnih časov in elementov slikarjev Jean-Baptiste Marie Pierre in Carle van Loo. Slikar Alexis Peyrotte je dodal še vrsto medaljonov v višjih delih zidov, ki prikazujejo cvetne teme, znanost in umetnost. Pet slik na obokanem stropu je bilo delo Françoisa Boucherja in kažejo letne čase in sonce, ki začenja svojo pot in preganja noč. Pol rotondo na vrtni strani sobe je dodal Ludvik XV. leta 1773, s poslikanim stropom Lagrenéeja in prikazuje Glorijo obdano s svojimi otroki.
Soba je bila uporabljena kot soba sveta Napoleona I. in oprema je iz tistega časa. Fotelji ob mizi ministrov so Markionijevi (1806), zložljivi stoli za svetovalce so Jacob-Desmalterja (1808).

### Stanovanje papeža in kraljice matere
Papeževo stanovanje, ki se nahaja v prvem nadstropju trakta kraljice matere in Gros Pavillon, je dobilo ime po obisku papeža Pija VII. Leta 1804, ki je ostal na poti v Pariz, na kronanje Napoleon I. za cesarja Francije. Tam je ostal nehote pod strogim nadzorom Napoleona od 1812–1814. Pred tem, z začetkom v 17. stoletju, je bila to rezidenca kraljice matere Marije Medičejske in Ane Avstrijske. Prav tako je bil dom prestolonaslednika, najstarejšega sina Ludvika XIV. V 18. stoletju so ga uporabljale hčere Ludvika XV., nato pa grof Provanse, brat Ludvika XVI. V času prvega cesarstva ga je uporabljal Ludvik, Napoleonov brat in njegova žena kraljica Hortense, hči cesarice Josephine. V času vladavine Ludvika Filipa ga je uporabljal njegov najstarejši sin, vojvoda Orleanski. V času drugega cesarstva ga je zasedala Stephanie de Bade, posvojena nečakinja Napoleona I.. Med letoma 1859–1861 je bilo obnovljeno, nato pa se je uporabljalo za visoke goste. Prvotno sta bila dva apartmaja, ki sta bila razdeljena ali združena v zadnjih letih, odvisno od stanovalcev.
Salon de Recepcion je bil predprostor za spalnico Ane Avstrijske, žene Ludvika XIII. in matere Ludvika XIV. Ima pozlačen in izklesan strop, razdeljen na sedem oddelkov, ki predstavljajo sonce in znane planete, skupaj z manjšimi predelki za vojaške trofeje. Narejen je bil leta 1558, delo Ambroisa Perreta za spalnico Henrika II. v paviljonu des Poeles, delu palače, ki je bil kasneje uničen. Ana se je preselila v sobo in jo okrasila s svojimi lastnimi emblemi, vključno s pelikanom. Lesen opaž v prostoru je verjetno iz istega obdobja.
Dekor spalnici večinoma sega v 1650-ta; vključuje groteskne slike na stropu, pripisane Charlesu Errardu, bogato izrezljan lesen opaž s hrastovimi listi in puti in slike nad vrati Ane Avstrijske v kostumu Minerve in Marie-Therese Avstrijske v kostumu kot Izobilje, obe je naslikal Gilbert de Sève. Spalnica je bila spremenjena v 18. stoletju z dodatkom novega kamina (okoli 1700) in dodelano mejo kaskade cvetja okrog ogledala, dodano 1784. V času drugega cesarstva so bile nad ogledali in med ogledali in vrati dodane pobarvane plošče v slogu 17. stoletja.

### Dianina galerija
Dianina galerija, osemdeset metrov dolg hodnik zdaj poln knjižnih polic, je ustanovil Henrik IV. na začetku 17. stoletja kot prostor za kraljičino sprehajališče. Slike na obokanem stropu, naslikane v začetku leta 1605, so delo Ambroisa Duboisa in njegove delavnice, in prikazujejo prizore iz mita o Diani, boginji lova. V začetku 19. stoletja je bila galerija v ruševinah. Leta 1810 se je Napoleon odločil, da spremeni galerijo in jo nameni dosežkom svojega cesarstva. Nekaj slik še vedno v dobrem stanju so odstranili in jih dali v Galerijo plošč. Arhitekt Hurtault je oblikoval nov načrt za galerijo, podobno kot Velika galerija v Louvru, ki se ponaša s slikami na stropu, in prikazujejo velike dogodke Napoleonove vladavine. Leta 1814 je bil koridor obnovljen, dekorativne poslikane okvirje bi naredila Moencha in Redoutea, vendar cikel slik o cesarstvu ni bil začet, ko je Napoleon padel z oblasti.
Ko je bila monarhija obnovljena je kralj Ludvik XVIII. galerijo dokončal v neoklasicističnem slogu. Nova serija boginje Diane je delo Merry-Joseph Blondela in Abel de Pujola, ki sta uporabila naslikane okvirje pripravljene za Napoleonov cikel. Slike so bile dodane tudi na koridorju, in prikazujejo zgodovino francoske monarhije naslikane v Troubador slogu 1820 in 1830, delo ekipe vodilnih akademskih slikarjev. Začetek leta 1853, pod Napoleonom III., je bil hodnik spremenjen v knjižnico, večina slik pa odstranjena, z izjemo velikega portreta Henrika IV. na konju Jean-Baptista Mauzaisseja. Veliki globus v bližini vhoda v galerijo je bil postavljen leta 1861 in je prišel iz urada Napoleona v Tuilerijski palači.

## Napoleonovo stanovanje
Leta 1804 je Napoleon odločil da želi svoje zasebne prostore stanovanja v palači ločene od stanovanj stare države. Prevzel je zbirko šestih sob, ki so bile narejene leta 1786 v času Ludvik XVI., poleg galerije Franca I., ter jih preuredil v slogu empire.
Staro stanovanje je preuredil v garderobo (cabinet de toilette), študijsko sobo, knjižnico in kopalnico.

## Gledališče
Koncerti, igre in druge gledališke produkcije so bili redni del dvornega življenja v Fontainebleau. Pred vladavino Ludvika XV. so ti potekali v različnih prostorih palače, v času njegovega vladanja pa je bila zgrajena gledališka dvorana v krilu Belle Cheminée. Arhitekt Gabriel jo je obnovil po požaru leta 1856. Za dvor Napoelon III. je bila premajhna, zato je leta 1854 pričel v skrajnem vzhodnem delu krila Ludvik XIV. graditi novo gledališče. To je zasnoval arhitekt Hector Lefuel v slogu Ludvika XVI., ki ga je navdihnilo operno gledališče v Versajski palači in Marije Antoanete v palači Trianon. Novo gledališče s štiristo sedeži v parterju, dva balkona in lože v obliki podkve, je bilo končano leta 1856.
Gledališče je bilo zaprto po koncu drugega cesarstva in se redko uporablja. Obnavljanje se je začelo v letu 2007, ki ga financira z desetimi milijoni evrov vlade v Abu Dhabiju. V zameno se je gledališče preimenovalo v Sheik Khalifa bin Zayed Al Nahyana in je bilo odprto 30. aprila 2014. Gledališče je na ogled, vendar ga ni več mogoče uporabljati za igranje, ker nekateri delovni deli gledališča, vključno oder, niso bili vključeni v obnovo.

## Kitajski muzej
Kitajski muzej, v pritličju Gros Pavillon v bližini ribnika, je bil med zadnjimi sobami okrašenimi v palači, medtem ko je bil še cesarska rezidenca. Leta 1867 je cesarica Eugenie prostore preuredila za prikaz svoje osebne zbirke azijske umetnosti, ki je vključevala darila, ki jih je siamski kralj poslal leta 1861 cesarju in drugih predmetov, pridobljenih v uničevanju in ropanju stare poletne palače v bližini Pekinga v skupni britansko-francoski vojaški odpravi na Kitajskem leta 1860.
Predmeti prikazani v predprostoru sta dve kraljevi nosilnici siamskega kralja, ena namenjena kralju in druga (z zavesami) za kraljico. Znotraj dveh salonov muzeja so nekatere stene prekrite z lakiranimi lesenimi ploščami v črni in zlatu, vzete iz kitajskih zaslonov iz 17. stoletja, skupaj s posebej oblikovanimi primeri za prikaz starinskega porcelana. Drugi predmeti so tibetanska stupa z Budo iz poletne palače na Kitajskem in kraljevska siamska krona dana Napoleonu III. V salonih je bogato okrašeno azijsko in evropsko pohištvo in umetniški predmeti, vključno s svilo pokrito pohištvo in kipi iz obdobja drugega cesarstva Charlesa Cordiera in Pierre-Alexandre Schoenewerka. Prostor je služil tudi kot prostor za igre in zabavo, na ogled iz tega obdobja sta stara igra bagatelle (vrsta biljarda) in mehanski klavir.
Poleg kitajskega muzeja je leta 1868 cesarica ustvarila majhno pisarno, Cabinet de laque, tudi okrašen z lakiranimi ploščami in azijskimi umetniškimi predmeti, v pritličju krila Ludvik XV, nedaleč od urada cesarja. To je bila zadnja soba urejena pred padcem monarhije in morebitnim preoblikovanjem palače v muzej.

## Vrtovi in park
Od časa Franca I. je bila palača obdana s formalnim vrtom, ki je predstavljal glavno urejanje okolice sloga tedanjih obdobij: francoski renesančni vrt, ki je temeljil na vrtovih italijanske renesanse, francoski formalni vrt, najljubši slog Ludvika XIV. in v 18. in 19. stoletju, francoski podeželski vrt, ki je temeljil angleškem podeželskem vrtu.

### Dianin vrt
Dianin vrt je bil urejen v času vladavine Henrika IV. Bil je zasebni vrt kralja in kraljice in je bil viden iz okna njihovih sob. Dianin vodnjak je bil prvotno v središču vrta, ki je bil v tistem času obdan z drugim krilom, kjer so bile pisarne in kasneje, pod Ludvikom XIV. oranžerija. Stavbe so porušili v 19. stoletju zaradi razširitve vrta. Od 17. do konca 18. stoletja je bil vrt v italijanskem in nato francoskem formalnem slogu, razdeljen z ravnimi poti v pravokotne gredice, s središčem pri fontani in okrašen s kipi, okrasnimi rastlinami in agrumi v loncih. V času vladavine Napoleona I. se je spremenil v krajinski park v angleškem slogu, z zavitimi potmi in drevesi v skupinah v slikoviti pokrajini ter bil razširjen v času vladavine Ludvika Filipa. Po padcu Napoleona III. je bil odprt za javnost.
Vodnjak v centru je bil delo Tommasa Francinija (glavni italijanski izdelovalec fontan), čigar delo je bil tudi Medičejski vodnjak v Luksembourškem parku v Parizu. Bronasti kip Diane, boginje lova, z mladim jelenom, je bil delo bratov Keller iz leta 1684 za drugo kraljevo prebivališče pri Marlyju. To je kopija antičnega rimskega kipa Versajske Diane, ki jo je papež podaril kralju Henriku IV. in ki je sedaj v Louvru. Originalni kip vodnjaka, Barthelemyja Prieurja iz leta 1602, je na ogled v galeriji Cerfs znotraj palače. Kipi lovskih psov in jelena okoli vodnjaka je izdelal Pierre Biard.

### Ribnik s krapi, angleški park, jama in izviri
Velik ribnik poleg palače, s površino štiri hektarje, je bil narejen v času vladavine Henrika IV. in uporabljen za čolnarjenje gostov, članov dvora in kot vir rib za prehrano in za zabavo. Opisi palače v 17. stoletju govorijo o gostih pri hranjenju krapov, ki so lahko dosegli precejšnjo velikosti in starost. Majhna osmerokotna hiša na otoku sredi jezera, Pavillon de l'Etang, je bila dodana v času vladavine Ludvika XIV., nato obnovljena pod Napoleonom I. in okrašena z njegovimi začetnicami.
Angleški park datira v vladavino Henrika IV.. V enem delu parka, ki je znan kot vrt borovcev, proti krilu Ludvik XV., je starejša struktura iz časa Franca I - prva renesančna jama, ki je bila zgrajena v francoskem vrtu, kmečka kamnita struktura okrašena s štirimi kipi Atlasa. Pod Napoleonom je njegov arhitekt Maximilien-Joseph Hurtault spremenil ta del parka v angleški park, z vijugastimi potmi in eksotičnimi drevesi: catalpa, tulipanovec (Liriodendron), sophora in cipresovke iz Louisiane in slikovitim potokom in starinskimi balvani. Na vrtu sta dve bronasti kopiji antičnih rimskih izvirnikov iz 17. stoletja, gladiator Borghesius in Umirajoči gladiator. Pot vodi iz vrta skozi zaveso dreves do izvira poleg kipa Apolona, ki je dal svoje ime palači.

### Parter in kanal
Na drugi strani gradu, na eni strani vrta Franca I., je Henrik IV. uredil velik formalni vrt ali parter in vzdolž osi parterja zgradil tudi Veliki kanal dolg 1200 metrov, podoben kot v bližnjem dvorcu Fleury-en-Biere. Med letoma 1660 in 1664 sta glavni vrtnar Ludvika XIV., André le Notre in Louis Le Vau obnovila parter, ga napolnila z geometrijskimi vzorci in potmi, obrobljenimi s pušpanovimi živimi mejami in napolnjeni s pisanimi gredicami. Dodali so tudi bazen, ki se imenuje Les Cascades, okrašen z vodometi na čelu kanala. Le Notre je vzdolž kanala posadili senčna drevesa in dodal široko pot, obloženo z bresti.
Fontane Ludvika XIV. so bile odstranjene po koncu njegove vladavine. Pred časom so Cascades okrasili s kiparskimi deli iz 19. stoletja. Leta 1817 je bil nameščen v osrednjem delu velik okrasni vodnjak. Bronasta replika antičnega rimskega kipa Tibere je bila postavljena v krogu bazena leta 1988. Nadomestil je prejšnji kip iz 16. stoletja. Dva kipa sfinge Mathieuja Lespagnandela iz 1664, sta nameščena v bližini balustrade Velikega kanala.

## Galerija
- Slika Rosso Fiorentino v galeriji Franca I. (1533–1539)
- Panel v galeriji Franca I. (sreda-16. st).
- Alegorija slike in kipa, Ambroise Dubois (1543–1614)
- Portret Gabrielle d'Estrées in vojvodine Villars, c. 1594
- Mojster šole Fontainebleau, Dama pri toaleti (1585–1595) (Musée des Beaux-Arts de Dijon)
- Strop v plesni dvorani, oblikoval Philibert Delorme, z inicialkami Henrika II. in Katarine Medičejske
- Dekorativna rezbarija v galeriji Franca I. z njegovim emblemom, močerad. (sreda 16. stoletja).
- Strop v prestolni sobi Napoleona I. Strop je iz časa Ludvika XIII. v 17. st., ko je bila to njegova spalnica.
- Detajl stropa v sobi svetega Ludvika, zgradil Ludvik XV. (18. stoletje)
- Dekoracija vrat v budoar Marije Antoanete z njenimi inicialkami, (pozno 18. stoletje).
- Postelja Marije Antoanete, naročena zanjo tik pred francosko revolucijo. Uporabljali sta jo cesarici Josephine in Marie-Louise.